# Prezidentské volby v Moldavsku 2001
Prezidentské volby v Moldavsku v roce 2001 byly nepřímé prezidentské volby, které se konaly 4. dubna 2001 v Moldavsku. V parlamentních volbách v únoru 2001 získala Strana komunistů Moldavské republiky (PCRM) 50,07 % hlasů a 71 ze 101 křesel; v té době již byla ústava změněna tak, aby se prezident volil parlamentem, nikoli lidovým hlasováním. V březnu navrhl Ústřední výbor PCRM na plenárním zasedání Vladimira Voronina jako svého kandidáta na prezidenta, a 4. dubna 2001 byl Voronin zvolen parlamentem prezidentem. Z 89 poslanců, kteří se hlasování zúčastnili, hlasovalo 71 pro Voronina, 15 pro Dumitru Braghişe a tři pro Valeriana Cristea. Přísahu složil 7. dubna 2001 na slavnostním ceremoniálu v Kišiněvě. Ústavní soud rozhodl, že prezident může vést i politickou stranu, a Voronin byl znovu zvolen do čela PCRM.

## Výsledky
| Kandidát               | Kandidát               | Strana                               | Hlasy | %     |
| ---------------------- | ---------------------- | ------------------------------------ | ----- | ----- |
|                        | Vladimir Voronin       | Strana komunistů Moldavské republiky | 71    | 79,78 |
|                        | Dumitru Braghiş        | Braghişova aliance                   | 15    | 16,85 |
|                        | Valerian Cristea       | nestraník                            | 3     | 3,37  |
| Celkem                 | Celkem                 | Celkem                               | 89    | 100   |
|                        |                        |                                      |       |       |
| Celkový počet poslanců | Celkový počet poslanců | Celkový počet poslanců               | 101   | —     |
| Zdroj: eDemocracy      |                        |                                      |       |       |